# Zuckerprotokoll
Das Zuckerprotokoll war ein bilaterales Handelsabkommen der EU mit einem Teil der AKP-Staaten, das aus dem CSA/Commonwealth Sugar Agreement hervorgegangen ist und ein Bestandteil des Lomé-Abkommens war.
Es erlaubte und verpflichtete 21 der AKP-Staaten, Zucker zu EU-Preisen an die Europäische Union zu liefern und diente so gleichzeitig der Förderung des Zuckeranbaus in den AKP-Staaten und der Sicherstellung der Versorgung der europäischen Zuckerverarbeiter.

## Rechtsgrundlagen
Das Zuckerprotokoll bestand im Wesentlichen aus zwei getrennten Abkommen:
- Dem EU-AKP-Zuckerprotokoll von 1975, einem Anhang des Cotonou-Abkommens, das den zollfreien Import von 1,3 Millionen Tonnen Rohzucker aus den AKP-Staaten (plus Indien) zum EU-Binnenmarktpreis garantierte.
- Der Präferenzzucker-Regelung von 1995, die für weitere 300.000 Tonnen Zucker 85 % des Einkaufspreises des AKP-Zuckerabkommens garantiert. Während das AKP-Zuckerprotokoll eine unbegrenzte Laufzeit hatte, war dieser Teil auf sechs Jahre beschränkt und lief zum 30. Juni 2001 aus.

## Umfang
Im Jahr 2006 betrug die jährliche zollfreie Einfuhrquote unter dem Zucker-Protokoll 1,3 Millionen Tonnen.

## Weiterverkauf auf dem Weltmarkt
Die EU exportierte einen Teil des Zuckers, den sie zu hohen Preisen von ehemaligen Kolonien importierte, stark subventioniert auf dem Weltmarkt weiter. Das Zuckerprotokoll bedeutete jährlich etwa 800 Millionen Euro Mehrkosten für die EU.

## Abschaffung des Zuckerprotokolls

### WTO-Entscheidung
Die Welthandelsorganisation (WTO = World Trade Organization) entschied im Jahr 2003, dass die Zuckersubventionen der EU gegen WTO-Regeln verstoßen, nachdem Brasilien, Thailand und Australien dagegen geklagt hatten.

### Reduktion der Zucker-Subventionen in der EU
Die EU beschloss, die Zuckerpreise ab Mitte 2006 bis Juli 2009 schrittweise um insgesamt 36 % zu senken. Eine Tonne Rohzucker hätte demnach statt 524 Euro nur noch 303 Euro gekostet.
Von der Senkung der Zuckerpreise wäre vor allem Mauritius betroffen gewesen, das mit 507.000 Tonnen jährlich etwa 40 % der Zuckerimporte der EU liefert. Nur Simbabwe, Malawi, und Mosambik waren bei dem reduzierten Preis noch wettbewerbsfähig.
Tatsächlich lag der Zuckerpreis nur während der weltweiten Wirtschaftskrise (etwa Oktober 2009 bis Januar 2011) bei knapp 500 Euro je Tonne. Ab dann stieg er deutlich an; er lag Ende 2012 bei 728 Euro pro Tonne – ein Plus von fast 50 % in knapp zwei Jahren (Näheres und Quelle hier im Artikel „Zucker“).

### Ende des Zuckerprotokolls
Das Zuckerprotokoll wurde im Oktober 2009 beendet. In einer Übergangsphase konnten die Zuckerprotokoll-Staaten weiterhin nur eine Maximalmenge an Zucker in die EU exportieren, bis 2012 zu einem Mindestpreis. Seit 2015 hat Zucker aus den AKP-Staaten freien Marktzugang in der EU, es wird aber kein Mindestpreis mehr garantiert. Um die Anpassung der Landwirtschaft in den AKP-Staaten zu unterstützen, stellte die EU zwischen 2006 und 2013 insgesamt 1,25 Milliarden Euro in Form eines Unterstützungsfonds zur Verfügung.